# Frederick Newton Gisborne
Frederick Newton Gisborne (8 de março de 1824 – Ottawa, 30 de agosto de 1892) foi um canadense inventor e eletricista.

## Biografia
Nascido em Broughton, Preston, Lancashire, Inglaterra, ele deixou a Inglaterra em 1842 para uma viagem ao redor do mundo, finalmente se estabelecer no Canadá em 1845. Ao estudar de perto, ele se tornou um perito eletricista, original e melhorias nos métodos e instrumentos logo atraiu muita atenção para que foi nomeado superintendente das linhas da Nova Escócia governo em Halifax.
Depois de estudar os problemas da telegrafia oceano, ele colocou o cabo do alto mar em primeiro lugar americano águas, entre a Ilha do Príncipe Eduardo e Nova Brunswick, em 1852. Em 1853 ele foi para Nova York, onde se tornou associado com Cyrus W. Field. Sobre a organização do New York, Terra Nova, e em Londres Telegraph Company, ele foi nomeado o engenheiro-chefe. A nova empresa pretende lançar o cabo telegráfico-mar em primeiro lugar entre a Europa e a América.
Em 1879, foi nomeado superintendente de Gisborne do serviço de telégrafo do governo canadense, cargo que ocupou até sua morte. Entre suas inúmeras invenções estão o cabo oceano anti-indução, os sinais elétricos e pneumáticos navio, uma composição anticorrosiva para os fundos de navios de ferro, e um alvo de gravação elétrico.